# ديفيد سولومون
ديفيد سولومون (بالإنجليزية: David Solomon)‏ هو مترجم ومنتج تلفزيوني ومخرج أمريكي، ولد في 31 يناير 1962.

## وصلات خارجية
- ديفيد سولومون على موقع IMDb (الإنجليزية)
- ديفيد سولومون على موقع ألو سيني (الفرنسية)
- ديفيد سولومون على موقع أول موفي (الإنجليزية)
- ديفيد سولومون على موقع قاعدة بيانات الفيلم (الإنجليزية)
- ديفيد سولومون على موقع كينوبويسك (الروسية)